# Václav Wirt
Václav Wirt (ur. 9 września 1893 w Pradzie, zm. 16 grudnia 1962 tamże) – czechoslowacki gimnastyk,  olimpijczyk.
W 1920 reprezentował barwy Czechosłowacji na letnich igrzyskach olimpijskich w Antwerpii, zajmując 4. miejsce w wieloboju drużynowym.

## Występy na igrzyskach

### Drużynowo
| Igrzyska | Konkurencja | Pozostali członkowie drużyny | Wynik   | Miejsce    |
| -------- | ----------- | --- | ------- | ---------- |
| LIO 1920 | Wielobój    | Josef Bochníček Ladislav Bubeníček Josef Čada Stanislav Indruch Miroslav Klinger Josef Malý Zdeněk Opočenský Josef Pagáč František Pecháček Robert Pražák Václav Stolař Svatopluk Svoboda Ladislav Vácha František Vaněček Jaroslav Velda | 305,225 | 4. miejsce |